# Metropolia Werapoly
Metropolia Werapoly – jedna z 24 metropolii kościoła rzymskokatolickiego w Indiach. Została erygowana 1 września 1886.

## Diecezje
- Archidiecezja Werapoly
  - Diecezja Koczin
  - Diecezja Kottapuram
  - Diecezja Vijayapuram

## Metropolici
- Leonardo of St. Aloysius Mellano (1886-1897)
- Bernard of Jesus Arginzonis y Astobiza (1897-1918)
- Angel María Pérez y Cecilia (1918-1934)
- Joseph Attipett (1934-1970)
- Joseph Kelanthara (1971-1986)
- Cornelius Elanjikal (1987-1996)
- Daniel Acharuparambil (1996-2009)
- Francis Kallarakal (2010-2016)
- Joseph Kalathiparambil (od 2016)